# Max Théon

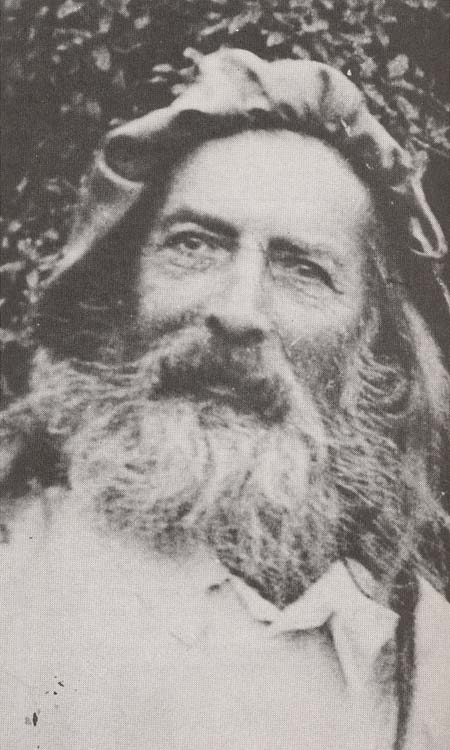
Max Théon

Max Théon (* 1848 in Warschau; † 4. März 1927 in Tlemcen; auch Max Theon, wahrscheinlich geboren als Louis-Maximilian Bimstein und bekannt als Aia Aziz) war ein polnischer Kabbalist und Okkultist.

## Leben
Als junger Mann gründete der gebürtige Jude polnischer Herkunft nach Reisen durch Europa in London 1870 die Hermetische Bruderschaft von Luxor, war aber persönlich vermutlich relativ wenig an Tätigkeit und Lehre der Bruderschaft beteiligt. Ob Théon zu irgendeinem Zeitpunkt Lehrer von Helena Blavatsky war, wird kontrovers diskutiert. Mira Alfassa behauptete das in Die Agenda, R. Paul Johnson schreibt in The Masters Revealed, dass der Mahatma Tuitit Bey in Wirklichkeit Max Théon gewesen sei, Christian Chanell et al. halten es jedoch für unwahrscheinlich.
1885 heiratete Théon die Britin Mary Chrystine Woodroffe Ware, die später als Alma Théon bekannt wurde, und zog im folgenden Jahr mit ihr nach Paris. Im Dezember 1887 verließ das Ehepaart Frankreich in Richtung Algerien, wo sich ihnen später Alma Théons Freundin Augusta Roife, bekannt als Miss Teresa, hinzugesellte. Sie kauften ein großes Anwesen in Zarif, einem Vorort von Tlemcen im Nordwesten Algeriens. In Algerien bekam er schließlich auch als Heiler von den Einheimischen den Beinamen Aia Aziz, den er auch als Direktor der Revue Cosmique gebrauchte. Théon begab sich von dort aus regelmäßig auf Reisen nach Paris.

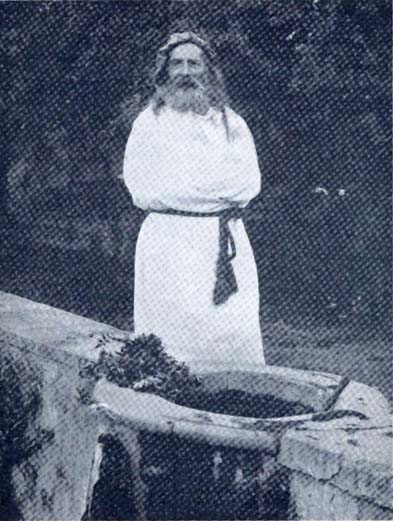
Théon in Algerien

Théon sammelte einige Schüler um sich. Mit Louis Themanlys und Charles Barlet gründete er die das Mouvement Cosmique („Kosmische Bewegung“). Diese basierte auf von Théons Gattin empfangenem Material, das unter dem Titel Tradition Cosmique  herausgegeben wurde. Außerdem wurde die Zeitschrift Revue Cosmique gegründet mit dem Ziel des „Studiums und der Wiederherstellung authentischer Überlieferung“. Théon zufolge war seine Frau die bewegende Kraft hinter diesen Publikationen, die ohne sie niemals erschienen wären.
Themanlys war ein Freund von Matteo Alfassa, dem Bruder von Mirra Alfassa (die sich später mit Sri Aurobindo zusammentat und als Die Mutter bekannt wurde). 1905 oder 1906 reiste Mirra nach Tlemcen, um Okkultismus bei Théon zu studieren.
Der Tod seiner Frau 1908 war ein schwerer Schlag für Théon, von dem er sich nie mehr richtig erholte. Er fiel in tiefe Depressionen und löste das Mouvement Cosmique auf. Während dieser Zeit wurde er von seinen Anhängern betreut. Er erholte sich etwas, erreichte aber nie mehr seinen vorherigen Status. Théon starb in Tlemcen am 4. März 1927.
Die Revue Cosmique wurde von Pascal Themanlys, dem Sohn von Théons Schüler Louis Themanlys, einem französischen (später israelischen) Poeten, Zionisten und Kabbalisten weitergeführt.

## Schriften
- La tradition Cosmique. 6 Bde. Publications cosmiques, Paris 1903–1920.